# Les Grands Économistes
Les Grands Économistes (en anglais : The Worldly Philosophers: The Lives, Times and Ideas of the Great Economic Thinkers) est un livre d'économie écrit par Robert Heilbroner et publié en 1953. Il s'agit du deuxième livre le plus vendu du monde en économie, après le manuel Economics de Paul Samuelson.

## Présentation générale
Richard Heilbronner suit des études d'économie à la New School for Social Research. Il écrit Les Grands Économistes durant ses années de doctorat.
Le livre connaît beaucoup de rééditions. Après la publication initiale en 1953, le livre a été réédité en 1961, 1967, 1972, 1980, 1992 et 1999. La dernière édition réalisée du vivant de l'auteur est publiée en 1999. Heilbroner écrit alors une postface où il porte un regard pessimiste sur le futur de la science économique. Il y soutient qu'il n'y a plus de grands économistes dans le monde. Cela est dû, selon lui, à ce que les économistes contemporains ne sont que des techniciens et non des philosophes. 

## Postérité

### Succès
Il s'agit d'un des livres d'économie les plus vendus au monde. Il a été traduit dans plus de vingt langues. Il est parfois utilisé comme ouvrage introductif à l'économie à l'université. Les recettes réalisées par les ventes du livre permettent à Heilbronner de se consacrer à la recherche et à l'écriture.  

### Utilisations
Le livre connaît une grande postérité, aux États-Unis comme en Europe. Dans Les grandes représentations du monde et de l'économie à travers l'histoire, René Passet fait référence à l'ouvrage en ce qui concerne la description de certaines économistes faite par Heilbroner. Jean Maugüé donne un cours sur l'économie marxiste à l'université en se basant sur ce livre. Alain Trannoy et Étienne Wasmer l'utilisent également comme source. Jean-Marie Albertini en fait un des principaux livres à l'attention du grand public pour découvrir l'économie plus en profondeur. André Cabanis le considère comme un « classique », et Jacques Mistral écrit dans La science de la richesse (2019) qu'il s'agit d'un « grand classique toujours réimprimé depuis sa première publication ».

### Critiques
Quoique très positivement reçu par la critique, l'ouvrage a fait l'objet de plusieurs attaques académiques. Dans son Histoire de la pensée économique (2020), Til Düppe regrette le caractère hagiographique de l'ouvrage, c'est-à-dire l'explication de la pensée économique par le biais de quelques grandes personnalités considérées comme des génies. S'il reconnaît qu'Heilbroner « le fait de façon accrocheuse », il soutient que « le génie n'est pas une catégorie qui permet [...] de comprendre pourquoi une idée a émergé à un moment précis de l'histoire et pas avant ». 
Il a parfois été soutenu qu'Heilbroner utilisait un langage peu précis dans l'ouvrage, pouvant conduire à des mécompréhensions.